# Braytoncykel
Braytoncykeln, även kallad Joulecykeln eller gasturbincykel, är en termodynamisk cykel namngiven efter dess uppfinnare amerikanen George Brayton (1830-1892). Cykeln patenterades dock ursprungligen av engelsmannen John Barber 1791. Cykeln är väldigt lik Joules cykel samt Ericssons första cykel.
Cykeln används för att beräkna hur verkningsgraden för en gasturbin beror på tryck och temperatur.

## Cykelns steg
Stegen i cykeln består av 1) adiabatisk kompression 2) isobar uppvärmning 3) adiabatisk expansion 4)isobar nedkylning.

## Användning
Braytoncykeln används oftast i gasturbiner och kombineras ofta med Rankinecykeln då man tar vara på spillvärmen från Braytoncykeln. Verkningsgraden brukar ligga på 40-50%.